# Árraga
Árraga ist die Hauptstadt des Departamento Silípica in der Provinz Santiago del Estero im nordwestlichen Argentinien. Sie liegt 32 Kilometer von der Provinzhauptstadt Santiago del Estero entfernt und ist über die Ruta Nacional 9 mit ihr verbunden.

## Bevölkerung
Árraga hat 903 Einwohner (2001, INDEC), das sind zwölf Prozent der Bevölkerung des Departamento Silípica.